# Yassougou
Yassougou est une commune rurale située dans le département de Coalla de la province de la Gnagna dans la région de l'Est au Burkina Faso.

## Géographie
Yassougou – qui est une localité agropastorale dispersée en plusieurs centres d'habitations située sur la rive gauche de la rivière Faga – se trouve à environ 10 km au sud-est de Coalla.

## Santé et éducation
Le centre de soins le plus proche de Yassougou est le centre de santé et de promotion sociale (CSPS) de Coalla.